# Yu Mei-nu
Dans ce nom chinois, le nom de famille, Yu, précède le nom personnel.
Yu Mei-nu (chinois : 尤美女 ; pinyin : Yóu Měinǚ) est une femme politique et avocate taïwanaise née le 28 janvier 1955. Elle est membre du Parti démocrate progressiste (PDP).

## Biographie
Yu suit des études de droit à l'université nationale de Taïwan et à l'université Johann Wolfgang Goethe de Francfort-sur-le-Main,.
Dans les années 1980, Yu Mei-nu participe à la fondation de la fondation Awakening (en), une association visant à défendre les droits des femmes à Taïwan.
Yu est élue députée au Yuan législatif lors des élections de 2012.
En 2014, Yu dépose, avec sa collègue du PDP Cheng Li-chun, une proposition de loi visant à amender le Code civil et rendre légal le mariage pour les personnes de même sexe. La proposition est soutenue par une vingtaine de députés du Yuan législatif, la plupart membres du PDP. La proposition échoue mais en 2016, Yu dépose une nouvelle proposition de loi, avec Lin Ching-yi (en), dans le même sens avec le soutien de quarante députés. Le mariage homosexuel est autorisé en 2019.
En juillet 2020, Yu Mei-nu est faite chevalière de l'ordre national du Mérite en France.

## Vie privée
Yu est mariée à Remington Huang (zh), juge au Yuan judiciaire.